# 肝付兼太
肝付兼太（日语：／ Kimotsuki Kaneta，1935年11月15日—2016年10月20日）是日本的男性配音員。本名肝付兼正。所屬81 Produce事務所。21世纪福克斯剧团創辦人與初代社長。

## 人物簡介
為人熟悉的代表配音作品有《哆啦A夢》1979年至2005年播出版的主角之一骨川小夫、《奇天烈大百科》的刈野勉三。
2016年10月20日因肺炎過世，享壽80歲。

## 配音作品

### 電視動畫
- 8號超人（1963年，角色不明）
- 哆啦A夢 (日本电视台)（1973年，刚田武）
- 哆啦A夢 (大山羨代版)（1979年－2005年，骨川小夫）
- 忍者小靈精（1981年，煙卷煙藏）
- 小松君第二期（1988年，イヤミ）
- 金田一少年事件簿（的場勇一郎）

1990年
- 麵包超人（巧克力麵包超人〈第1代〉、恐懼人〈第1代〉）

1991年
- 21衛門（歐納佩、笹山星人、船長、刑警A、火箭專賣店老闆、歐明）
- 黑色推銷員（白玉教一）

1993年
- 叮噹貓（一本木幹之助）

1994年
- 小紅帽恰恰（托里、可貝特爺爺）

1996年
- 鬼太郎第4期（反枕妖怪）
- 神劍闖江湖 (舊版)（堀中正）

2001年
- 名偵探柯南（寺井黃之助〈第1代〉）

2003年
- 魔法少年賈修（古力沙）

2007年
- Keroro軍曹（役忍星球大使）

2009年
- 學生會的一存（列車長）

2014年
- 結城友奈是勇者（義輝）

### 劇場版動畫
1969年
- 巨人之星

1971年
- Do It! Yasuji's Pornorama

1975年
- 小美人魚（螃蟹）

1979年
- 海王子 劇場版（甘樂）
- 銀河鉄道999（車掌）
- 銀河鐵道999 Glass no Glair（車掌）
- 人造人009 超銀河伝説（007 / 葛雷特·布林頓）
- 哆啦A夢 大雄的恐龍（骨川小夫）

1981年
- 小拳王2
- 怪物小王子 怪物樂園的邀請（吸血鬼[91]）
- 再見·銀河鐵道999：仙女座終點站（車掌[92]）
- 哆啦A夢 大雄的宇宙開拓史（骨川小夫）
- 哆啦A夢 我是桃太郎的什麼呢？（骨川小夫）
- 21衛門 歡迎來到宇宙!（權助）

1982年
- 怪物小王子 惡魔之劍（吸血鬼）
- 大提琴手高修（布穀鳥）
- 哆啦A夢 大雄的大魔境（骨川小夫）

1983年
- 哆啦A夢 大雄的海底鬼岩城（骨川小夫）
- 忍者哈特利 家鄉大作戰之卷（煙卷煙藏）

1984年
- 劇場版 名偵探福爾摩斯（陶德）
- 哆啦A夢 大雄的魔界大冒險（骨川小夫）
- 忍者哈特利+小超人帕門 超能力戰爭（煙卷煙藏、小超人4號）

1985年
- 哆啦A夢 大雄的宇宙小戰爭（骨川小夫）

- 忍者哈特利+小超人帕門 忍者怪獸吉波VS奇蹟蛋（煙卷煙藏、小超人4号）

1986年
- 小鬼Q太郎 妖怪大作戰（博士）
- 哆啦A夢 大雄與鐵人兵團（骨川小夫）

1987年
- 哆啦A夢 大雄與龍之騎士（骨川小夫[93]）

1988年
- 太空兒UB 來自黑洞的獨裁者B·B！（爸爸）
- 哆啦A夢 大雄的平行西遊記（骨川小夫）

1989年
- 阿松 電影版（嫌味）
- 哆啦A夢 大雄的日本誕生（骨川小夫）
- 哆啦美與迷你哆啦SOS（小樹、小夫）

1990年
- 哆啦A夢 大雄與惑星之謎（骨川小夫）

1991年
- 哆啦A夢 大雄的天方夜譚（骨川小夫）
- 哆啦美與阿拉拉♥少年山賊團（小丸）

1992年
- 哆啦A夢 大雄與雲之王國（骨川小夫）
- 21衛門 去宇宙! 赤腳的公主（オナベ）

1993年
- 河童三平（死神）
- 麵包超人 恐龍諾西曆險記（骷髏人）
- 哆啦A夢大雄與迷宮之旅（骨川小夫）

1994年
- 麵包超人 莉莉卡與魔幻魔法學校（骷髏人）
- 哆啦A夢 大雄與夢幻三劍士（骨川小夫）

1995年
- 麵包超人 打倒幽靈船!!（骷髏人）
- 哆啦A夢 大雄的創世日記（骨川小夫）
- 2112年 哆啦A夢誕生（小吉）

1996年
- 麵包超人 飛行繪本與玻璃鞋（骷髏人）
- 麵包超人 細菌三人組（骷髏人）
- 哆啦A夢 大雄與銀河超特急（骨川小夫）

1997年
- 小獅王（ココ）
- 麵包超人 彩虹金字塔（骷髏人）
- 哆啦A夢 大雄的發條都市冒險記（骨川小夫）

1998年
- 銀河鐵道999：永恆幻想（車掌）
- 麵包超人 將雙手舉向太陽（骷髏人）
- 哆啦A夢 大雄的南海大冒險（骨川小夫）
- 哆啦A夢回來了（骨川小夫）

1999年
- 麵包超人 當勇氣之花朵綻放時（骷髏人）
- 哆啦A夢 大雄的宇宙漂流記（骨川小夫）
- 大雄的結婚前夜（骨川小夫）

2000年
- 麵包超人 人魚公主的眼淚（骷髏人）
- 哆啦A夢 大雄的太陽王傳說（骨川小夫）
- 令人懷念的嫲嫲（骨川小夫）

2001年
- 麵包超人 垃圾獸之星（骷髏人）
- 哆啦A夢 大雄與翼之勇者（骨川小夫）
- 加油！胖虎！！（骨川小夫）

2002年
- 麵包超人 螺旋與夢拉浮雲城的秘密（骷髏人）
- 數碼寶貝大電影六：暴走數碼獸特急（寄生蟲獸）
- 哆啦A夢 大雄與機器人王國（骨川小夫）
- 我出生的那一天（骨川小夫）

2003年
- 犬夜叉 天下霸道之劍（鞘）
- 麵包超人 紅寶的願望（骷髏人）
- 哆啦A夢 大雄與不可思議的風使者（骨川小夫）
- Pa-Pa-Pa 電影小超人帕門（小超人4號）

2004年
- 麵包超人 夢貓王國的喵咪（骷髏人）
- 哆啦A夢 大雄的貓狗時空傳（骨川小夫）
- Pa-Pa-Pa 電影小超人帕門:章魚DE，砰，八條腿，砰！（小超人4號）

2005年
- 麵包超人 哈比的大冒險（骷髏人）

2006年
- 麵包超人 生命之星朵莉（骷髏人）

2007年
- 麵包超人 玻露的泡泡球（骷髏人）

2008年
- 麵包超人 妖精琳琳的秘密（骷髏人）

2009年
- 麵包超人 達旦旦和雙子星（骷髏人）

2010年
- 麵包超人 黑鼻子與魔法之歌（骷髏人）

2011年
- 麵包超人 可可林與奇蹟之星大救援！（骷髏人）

2012年
- 麵包超人 復活吧香蕉島（骷髏人）

2013年
- 麵包超人 跳躍吧！希望的手絹（骷髏人）

2014年
- 麵包超人 蘋果小子和大家的願望（骷髏人）

2015年
- 麵包超人 咪嘉和魔法神燈（骷髏人）

2016年
- 麵包超人 玩具之星的南達與倫妲（骷髏人）

### 外語配音

#### 電影
- 最佳拍檔：口水泉（紅貓）／石天（富士電視台播出版）

## 外部連結
- 81 Produce公式官網專設的已故聲優資歷簡介 （日語）